# Tinerețe (film din 1995)
Tinerețe (în engleză Kids) este un film dramatic american din 1995, regizat de Larry Clark, și scris de Harmony Korine, la debutul său ca scenarist. Distribuția este formată din Leo Fitzpatrick, Justin Pierce, Chloë Sevigny și Rosario Dawson, toți la debutul în cinematografie. Plasată în 1995, pelicula prezintă un grup de adolescenți hedoniști din New York City, angajați în acte sexuale neprotejate și abuz de substanțe.
Larry Clark a declarat că a vrut „să creeze Marele film american pentru adolescenți, asemenea Marelui roman american”. Tinerețe este filmat într-un stil cvasi-documentar, deși toate scenele sale sunt regizate. Ben Detrick de la New York Times l-a descris ca fiind „Împăratul muștelor cu skateboarduri, protoxid de azot și hip-hop... Nu există nicio concluzie morală fulminantă, ci doar detașare observațională”. Filmul a fost considerat controversat la lansare, și a provocat dezbateri publice cu privire la meritul său artistic. Reacția criticilor a fost mixtă, iar încasările au fost estimate la 20,4 milioane de dolari, contra unui buget de 1,5 milioane de dolari.
Documentarul We We Were Once Kids, lansat în 2021, și regizat de Eddie Martin, explorează modul în care a fost realizat filmul, și viața ulterioară a unora dintre membrii distribuției. Cei mai mulți dintre adolescenții care au participat au semnat un contract fără să știe ce aveau să facă, și au fost lăsați pe cont propriu după ce producția s-a încheiat. Documentarul a fost premiat la Festivalul de Film de la Tribeca (categoria Cel mai bun montaj).

## Acțiune
Într-o întâlnire care începe în mod consensual, Telly, un băiat de 17 ani, violează brutal o fată de 12 ani, în ciuda rugăminților acesteia de a se opri și de a fi mai blând. După aceea, Telly se întâlnește cu cel mai bun prieten al său, Casper, și discută despre experiența sa sexuală. El își exprimă dorința de a continua să „facă sex” cu fete virgine. Apoi intră într-un magazin local, unde Casper fură o sticlă de alcool. În căutare de droguri, mâncare și un loc unde să stea, ei se îndreaptă spre apartamentul prietenului lor, Paul. Se alătură celorlalți băieți, și se laudă cu abilitățile lor sexuale și cu atitudinea lor dezinvoltă față de sexul neprotejat și bolile venerice.
În celălalt capăt al orașului, un grup de fete vorbește despre sex. Atitudinile lor o contrazic pe cea a băieților în privința multor subiecte, în special felația și semnificația persoanelor cu care și-au pierdut virginitatea. Două dintre fete, Ruby și Jennie, menționează că au fost testate recent pentru boli cu transmitere sexuală. Ruby a fost testată negativ, deși a avut mai multe întâlniri sexuale, iar Jennie a fost testată pozitiv pentru HIV. Aceasta îi spune asistentei că a făcut sex o singură dată, cu Telly. Distrusă, ea încearcă să-l găsească pentru a-l împiedica să transmită HIV altor fete. Între timp, Telly și Casper merg la Telly acasă, unde fură bani de la mama acestuia.
După ce cumpără marijuana, se adună cu câțiva prieteni, și, împreună, batjocoresc un cuplu de homosexuali care trece prin zonă. În timp ce Casper se dă cu skateboardul, se lovește din neatenție de un bărbat, care îl amenință și îl împinge cu furie. Bărbatul este lovit în ceafă de către Harold, prietenul lui Casper, făcându-l să se prăbușească. Mai mulți skateri se alătură, lovindu-l pe bărbat până când acesta este lăsat inconștient. Apoi, Telly și o parte din grup agață o fată de 13 ani, pe nume Darcy - sora virgină a unei cunoștințe - cu care Telly vrea să facă sex, dar Darcy dă dovadă de reținere. Seara, gașca merge la o petrecere nesupravegheată în casa prietenului lor, Steven.
Jennie o întâlnește pe Misha, o fată care nu-l place pe Telly, și care menționează posibila locație a lui tânărului, la clubul Shelter. Când Jennie ajunge la club, se întâlnește cu un băiat, pe nume Fidget, care îi bagă un sedativ în gură; apoi află că Telly se află acasă la Steven. La sosirea ei în locul potrivit, Darcy și Telly făceau deja sex, Darcy fiind expusă astfel la HIV. Pe Jennie o apucă plânsul, și leșină printre ceilalți petrecăreți. Casper, beat, o violează apoi pe Jennie fără protecție, în timp ce aceasta doarme, intrând fără voia sa în contact cu virusul.

## Distribuție
- Leo Fitzpatrick ca Telly
- Justin Pierce în rolul lui Casper
- Chloë Sevigny ca Jennie
- Rosario Dawson ca Ruby
- Yakira Peguero ca Darcy
- Atabey Rodriguez ca Misha
- Jon Abrahams ca Steven
- Harold Hunter ca Harold
- Sajan Bhagat ca Paul
- Hamilton Harris ca Hamilton

## Recepție
Tinerețe este genul de film despre care trebuie să vorbești după vizionare. Nu ne spune ce semnifică. Sigur, are un „mesaj”, care vizează sexul protejat. Dar sexul protejat nu îi va civiliza pe acești copii, nu îi va transforma în cetățeni curioși și capabili. Ceea ce îți dai seama, gândindu-te la Telly, este că viața nu i-a oferit nimic care să-l intereseze, în afară de sex, droguri și skateboarduri. Viața lui este un fel de iad, întrerupt pentru scurt timp de orgasme. – Roger Ebert
Filmul a primit recenzii mixte. Pe Rotten Tomatoes, filmul are o rată de aprobare de 47%, pe baza a 58 de evaluări ale criticilor, cu un rating mediu de 5,70/10. Consensul site-ului spune: „Tinerețe nu se teme să testeze limitele spectatorilor, dar scopul provocării sale interminabile riscă să se piardă în toate personajele respingătoare și imaginile neplăcute”. Pe Metacritic, filmul are un scor de 63/100 pe baza recenziilor de la 18 critici, indicând „recenzii în general favorabile”.
Filmul a fost apreciat de unii critici importanți, printre care Roger Ebert de la Chicago Sun Times, care i-a acordat trei stele și jumătate din patru.
Janet Maslin de la The New York Times a numit filmul un „semnal de alarmă pentru lumea modernă”, cu privire la natura tineretului din zilele noastre în viața urbană. Unii critici l-au catalogat ca fiind exploatator, fiind la limita „pornografiei infantile”. Alți critici au ironizat filmul, cea mai frecventă critică fiind legată de lipsa de valoare artistică.
Cercetătoarea feministă bell hooks a vorbit pe larg despre film în Cultural Criticism and Transformation: „Tinerețe m-a fascinat ca film tocmai pentru că, atunci când auzeai despre el, părea întruchiparea perfectă a noțiunilor postmoderne, și totuși, atunci când mergi să-l vezi, are pur și simplu o abordare atât de conservatoare a genului, a rasei, a politicii HIV”.

## Coloană sonoră
1. Daniel Johnston – „Casper”
2. Deluxx Folk Implosion – „Daddy Never Understood”
3. Folk Implosion – „Nothing Gonna Stop”
4. Folk Implosion – „Jenny's Theme”
5. Folk Implosion – „Simean Groove”
6. Daniel Johnston – „Casper the Friendly Ghost”
7. Folk Implosion – „Natural One”
8. Sebadoh – „Spoiled”
9. Folk Implosion – „Crash”
10. Folk Implosion – „Wet Stuff”
11. Lo-Down – „Mad Fright Night”
12. Folk Implosion – „Raise the Bells”
13. Slint – „Good Morning, Captain”